# IPhone 8

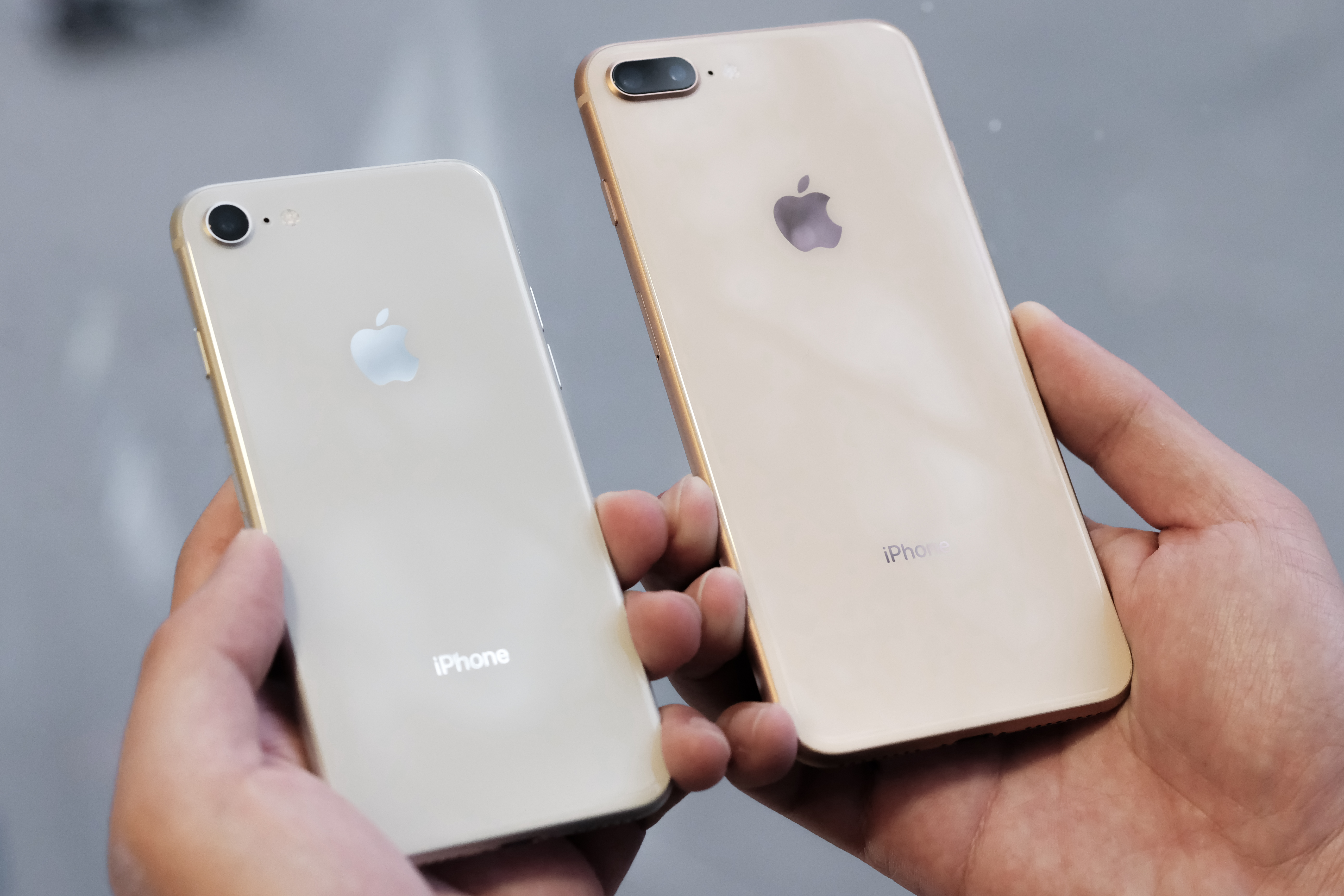
het formaat van een iPhone 8 (zilver) vergeleken met dat van een iPhone 8 Plus (goud)

De iPhone 8 is een smartphone die is uitgebracht in september 2017, ontworpen en op de markt gebracht door Apple Inc. Het is de opvolger van de iPhone 7. De  iPhone 8  werd samen met de uitgebreidere iPhone X uitgebracht.
De productie van de iPhone 8 en 8 Plus werden begin 2020 beëindigd en waren in 2019 met in totaal 17,4 miljoen verkochte exemplaren de op zes na bestverkochte smartphones van dat jaar.

## Functies
De iPhone 8 werd geleverd in vier kleuren: Product Red, goud, zilver en spacegrijs. De opslagcapaciteit is 64, 128 of 256GB. De iPhone 8 heeft True Tone-technologie, draadloos opladen, meer snelheid door de A11 Bionic-chip, een verbeterde camera en nieuwe AR-functionaliteiten.
Door de glazen achterkant is het met de iPhone 8 mogelijk om draadloos op te laden. Door de iPhone op een speciale mat te leggen, wordt deze zonder het aansluiten van een oplader aan de iPhone draadloos opgeladen.

## Specificaties
| Specificaties     | iPhone 8                                 | 8 Plus                                   |
| ----------------- | ---------------------------------------- | ---------------------------------------- |
| SoC               | Apple A11 Bionic                         | Apple A11 Bionic                         |
| Processor         | 2,39 GHz (2 cores) en 1,42 GHz (4 cores) | 2,39 GHz (2 cores) en 1,42 GHz (4 cores) |
| Geheugen          | 2 GB                                     | 3 GB                                     |
| Opslag            | 64, 128 of 256 GB                        | 64, 128 of 256 GB                        |
| Schermdiameter    | 12 cm (4,7-inch)                         | 14 cm (5,5-inch)                         |
| Beeldresolutie    | 1334×750 pixels                          | 1920×1080 pixels                         |
| Besturingssysteem | iOS 11 tot en met iOS 16                 | iOS 11 tot en met iOS 16                 |
| Batterij          | 1821 mAh                                 | 2691 mAh                                 |
| Kleur             | Product Red, spacegrijs, zilver, goud    | Product Red, spacegrijs, zilver, goud    |
| Grootte           | 138,4 × 67,3 × 7,3 mm                    | 158,4 × 78,1 × 7,5 mm                    |
| Gewicht           | 148 gram                                 | 202 gram                                 |